# Siebener-Schia
Als Siebener-Schia (arabisch سبعية, DMG Sabʿīya) wird in der Geschichtswissenschaft eine Religionsgemeinschaft des schiitischen Islams bezeichnet, die vom späten 8. Jahrhundert an existierte. Sie war die Urgemeinschaft der heute noch existierenden Schia der Ismailiten, weshalb ihre Anhänger auch als Proto-Ismailiten, oder als ismailitische Altgläubige bezeichnet werden.
Die Anhänger der Siebener waren im Glauben an ihren eponymem siebten Imam Muhammad ibn Ismail al-Maktum vereint, dessen Erscheinen als Mahdi von ihnen erwartet wurde. In Folge eines im Jahr 899 erfolgten Schismas teilten sich die Siebener in zwei neue Gruppierungen auf, die zwar weiter eine identische Glaubenslehre vertraten, in der Frage über die „Vorsteherschaft“ (imāma) aber im Streit lagen. Die im heutigen Irak und entlang der Golfküste des heutigen Saudi-Arabien (Bahrain) beheimatete Gruppe der „Qarmaten“ hielt am Glauben an den siebten Imam fest und trat damit das religiöse Erbe der ismailitischen Altgläubigen an, bis sie im 14. Jahrhundert verschwand. Dagegen setzte die Gruppe der Ismailiten, die „Anhänger der Wahrheit“ (aṣḥāb al-ḥaqq), ihre Imamlinie über den siebten Imam hinaus fort.

## Geschichte
Die Siebener-Schia spaltete sich nach dem Tod des fünften Imams Dschafar as-Sadiq im Jahr 765 von der großen Imamiten-Schia ab. Ihre Anhänger vertraten die Auffassung von der rechtmäßigen Nachfolge dessen ältesten Sohnes Ismail al-Mubarak als Imam der Glaubensgemeinschaft. Dieser war zwar vor dem Vater gestorben, doch waren seine Anhänger von der zu seinen Gunsten erteilten Designation (naṣṣ) für die Nachfolge überzeugt, demnach die mit dem Imamat verbundene und für die Glaubenslehre der Gemeinde entscheidende Segenskraft (baraka) auf Ismail und seine Nachkommen übergegangen sei. Die große Mehrheit der Schiiten hatte dagegen den jüngeren Bruder Ismails, Musa al-Kazim (gest. 799), als neuen Imam anerkannt. Diese um ihn und seine Nachkommenschaft formierte Anhängerschaft besteht bis heute als „Zwölfer-Schia“ fort.
Die verhältnismäßig kleine Schia der Siebener war vor allem im Süden des heutigen Irak und Iran präsent. Aufgrund ihrer geringen Anzahl konnten ihre Anhänger ihren Glauben zumeist nur im Untergrund praktizieren, da sie der Verfolgung durch die staatliche Obrigkeit der sunnitischen Kalifen der Abbasiden, aber auch den Angriffen der konkurrierenden „Zwölfer“ ausgesetzt waren, von denen sie als Abtrünnige betrachtet wurden. Der zentrale Kristallisationspunkt im Glauben der Siebener wurde ihr siebter Imam Muhammad al-Maktum, der in der Zeit vor 809 nach ihrem Verständnis die physische Welt in die „Verborgenheit“ (ġaiba) verlassen habe, worauf seine messianische Wiederkehr als „der Erscheinende“ (al-Qāʾim) und „der Rechtgeleitete“ (al-Mahdī) erwartet wurde, der zum Anlass seiner Wiederkehr den Anbruch der Endzeit und die mit ihr verbundene Aufhebung des Gesetzes (rafʿ aš-šarīʿa) verkündet, womit der ursprüngliche Glaube zu Gott wiederhergestellt werde.
Etwa zur Mitte des 9. Jahrhunderts begann im südpersischen Askar Mukram der Prediger Abdallah der Ältere (al-Akbar) sein Werben für den Glauben an den siebten Imam, dessen baldige Wiederkehr aus der Verborgenheit er dazu voraussagte. Von der Obrigkeit deswegen verfolgt, verlegte er sein Wirken in das syrische Salamiyya, von wo aus er nun seinen „Ruf zur Wahrheit“ (daʿwat al-ḥaqq) für den siebten Imam aus dem Untergrund heraus in die muslimische Welt verbreitete. Binnen weniger Jahre konnte die so ihren Anfang nehmende organisierte Mission eine große Anhängerschaft gewinnen, die Vorbereitungen für die Wiederkehr des siebten Imams traf und sich für den bevorstehenden Kampf gegen die sunnitischen Abbasidenkalifen rüstete.
Abdallah al-Akbar und der ihn in der Missionsführung unmittelbar nachfolgende Sohn und Enkel betrachteten sich noch als lebende Garanten (ḥuǧǧa) für die von ihnen vorausgesagte Wiederkehr des siebten Imams. Im Jahr 899 aber gab sich sein Urenkel Abdallah der Jüngere gegenüber dem Missionar der irakischen Glaubensgemeinde Hamdan Qarmat als der zu erwartende rechtgeleitete Imam zu erkennen, was einen Bruch mit der bis dahin propagierten Lehre von der physischen Wiederkehr des siebten Imams Muhammad ibn Ismail bedeutete. Diese Offenbarung des von seiner Warte aus falschen Mahdi zurückweisend, sagte sich Qarmat von der Missionsführung in Salamiyya los und mit ihm die gesamte irakische und bahrainische Glaubensgemeinde. Die so formierte Schia der „Qarmaten“ hielt am Glauben an den siebten Imam fest und betrachtete sich deshalb als legitimer Bewahrer der Lehre des ursprünglichen Ismailitentums. Der große Rest der Siebener-Schia aber erkannte Abdallah den Jüngeren als den von ihnen erwarteten Mahdi und damit als legitimen neuen Imam ihrer Gemeinschaft an, womit also das ismailitische Imamat bei ihnen eine Fortsetzung fand. Schon 909 trat es mit Abdallah al-Mahdi aus der Verborgenheit hervor, worauf er zum Kalif einer neuen Dynastie (Fatimiden) proklamiert wurde.

## Imame der „Siebener“
1. Hassan ibn Ali († 670)
2. Hussein ibn Ali (X 680)
3. Ali ibn Hussein Zain al-Abidin († 713) – Abspaltung der Zaiditen
4. Muhammad ibn Ali al-Baqir († 732/36)
5. Dschafar ibn Muhammad as-Sadiq († 765) – Abspaltung der Zwölfer
6. Ismail ibn Dschafar al-Mubarak († 760)
7. Muhammad ibn Ismail al-Maktum (verborgen)